# Новозаборовский
Новозаборовский — посёлок в Сызранском районе Самарской области, административный центр сельского поселения Новозаборовский.

## География
Находится у северо-западной границы города Сызрань.

## Население
Постоянное население составляло 443 человека (русские 80 %) в 2002 году, 617 в 2010 году.